# Windows CardSpace
Windows CardSpace（开发代号：InfoCard）是微软Identity Metasystem的客户端软件，是一种身份选择的程序。该程序通过存储用户的数字身份，通过可视的信息卡的形式呈现给用户。CardSpace提供了一个不变的用户界面来帮助他们轻松、安全地在应用程序和网站里使用他们的身份信息。抵制钓鱼式攻击也是此程序的设计目标之一。